# Talsperre Futaleufú
Die Talsperre Futaleufú bzw. Talsperre General San Martín (spanisch Represa Futaleufú bzw. Represa General San Martín) ist eine Talsperre mit Wasserkraftwerk in der Provinz Chubut, Argentinien. Sie staut den Río Futaleufú zu einem Stausee (span. Embalse Amutui Quimey) auf. Die Talsperre und das zugehörige Wasserkraftwerk werden auch als Wasserkraftwerkskomplex Futaleufú (span. Complejo hidroeléctrico Futaleufú) bezeichnet. Die Ortschaft Trevelin liegt rund 10 km östlich der Talsperre. Der Nationalpark Los Alerces befindet sich nördlich des Stausees.
Die Talsperre dient der Stromerzeugung. Sie wurde errichtet, um die Aluminiumhütte von Aluar Aluminio Argentina S.A.I.C in Puerto Madryn mit Elektrizität zu versorgen. Mit dem Bau der Talsperre wurde 1971 begonnen. Sie wurde 1978 fertiggestellt. Die Talsperre und das Wasserkraftwerk sind in Staatsbesitz (Estado Nacional). Die Konzession für den Betrieb wurde der Hidroeléctrica Futaleufú S.A. am 15. Juni 1995 übertragen.

## Absperrbauwerk
Das Absperrbauwerk ist ein Schüttdamm mit einer Höhe von 120 m über dem Flussbett. Die Dammkrone liegt auf einer Höhe von 500 m über dem Meeresspiegel. Die Länge der Dammkrone beträgt 600 m, ihre Breite 10 m. Das Volumen des Absperrbauwerks liegt bei 3,1 (bzw. 6) Mio. m³.
Der Staudamm verfügt sowohl über eine Hochwasserentlastung als auch über einen Grundablass. Über die Hochwasserentlastung können maximal 2880 m³/s abgeleitet werden, über den Grundablass maximal 355 m³/s.

## Stausee
Das normale Stauziel liegt zwischen 472 und 492,5 m. Bei einem Stauziel von 492,5 m erstreckt sich der Stausee über eine Fläche von rund 88,1 km² und fasst 5,378 (bzw. 5,7 oder 6,8) Mrd. m³ Wasser. Das maximale Stauziel beträgt 495 m, das minimale 465 m.

## Kraftwerk
Das Maschinenhaus des Kraftwerks befindet sich etwa 3 km flussabwärts der Talsperre am rechten Flussufer. Die installierte Leistung beträgt 448 (bzw. 472 516 oder 560) MW. Die durchschnittliche Jahreserzeugung wird mit 2,56 (bzw. 2,613 2,737 oder 2,9) Mrd. kWh angegeben. Das Kraftwerk ging am 18. April 1978 in Betrieb.
Die 4 Francis-Turbinen leisten jeweils maximal 112 (bzw. 118) MW; nach anderen Angaben leisten zwei Turbinen jeweils 118 MW und die beiden anderen jeweils 140 MW. Die Nenndrehzahl der Turbinen beträgt 230,8 min−1. Die Fallhöhe liegt zwischen 121,5 und 157 m. Der Durchfluss beträgt 90 m³/s (maximal 105, minimal 35 m³/s).

## Sonstiges
Die hauptsächlichen Anteilseigner von Hidroeléctrica Futaleufú S.A. sind Aluar Aluminio Argentina S.A.I.C (60,2 %) und die Provinz Chubut (33,51 %).